# André Bloch (matematico)
André Bloch (Besançon, 20 novembre 1893 – Parigi, 11 ottobre 1948) è stato un matematico francese.
Si è occupato di analisi complessa, teoria delle funzioni, geometria, teoria dei numeri, equazioni algebriche e cinematica.

## Biografia
Cresciuto in una famiglia ebrea di origine alsaziana, con un padre orologiaio e una madre psicologicamente fragile, fu un giovane di notevole intelligenza. Bloch fu ammesso tra i primi sia all'École normale supérieure che al Politecnico, optando poi per il secondo.
Il 17 novembre 1917 il luogotenente Bloch uccise a colpi di arma da fuoco suo fratello Georges, suo zio Charles Didisheim e sua zia Linda. Poi, si accanì sui loro corpi, massacrandoli a coltellate. In seguito all'atroce misfatto, venne incarcerato nella prigione del Cherche-Midi e successivamente fu ricoverato nell'Ospizio di Charenton dove rimase internato per trentun anni, continuando a produrre una gran mole di lavori.
Tra i suoi corrispondenti, ci furono Hadamard, Mittag-Leffler, Pólya and Henri Cartan.
Ricevette il Premio Becquerel poco prima della sua morte.
Con il suo nome è noto il teorema di Bloch, sulle funzioni olomorfe.